# Gryllica curitibana
Gryllica curitibana là một loài bọ cánh cứng trong họ Cerambycidae.